# Kallys Mashup: Um Aniversário Muito Kally!
Kallys Mashup: Um Aniversário Muito Kally! é um filme de comédia musical baseado na série de televisão "Kally's Mashup" da Nickelodeon América Latina.
É o primeiro da Nickelodeon América Latina baseado em uma de suas séries originais, é dirigido por Jorge Navas, e foi escrito por Peter Barsocchini (High School Musical) e Adam Anders (Glee), e é protagonizado pelos atores originais da série; Maia Reficco, Alex Hoyer, Saraí Meza, Celeste Sanazi, Tom CL e também pelos novos membros de elenco: Johann Vera, Danielle Arciniegas, Carolina Ribon e Diana Motta.
O filme foi anunciado pela ViacomCBS International Studios durante o evento Virtual NAPTE Miami e logo em seguida pela Nickelodeon América Latina e Nickelodeon Brasil.
O filme foi estreiado no dia 30 de julho de 2021 na Nickelodeon e foi estreiado no dia 11 de agosto na plataforma de streaming Paramount+.

## Sinopse
Dois anos se passaram após o fim da segunda temporada e o filme começa dias antes do aniversário de Kally, quando a artista compõe uma nova canção e publica em suas redes. Logo, graças à Stefi, uma grande estilista colombiana a convida para cantar em seu próximo desfile. Devido à isso, Kally viaja para a Colômbia com Tina. Os problemas começam quando Kally conhece o famoso artista pop do momento, Storm, uma estrela que o que tem de sucesso também tem de sedutor. A amizade entre Kally e Storm deixa Dante com ciúmes, e ele não está disposto à perder Kally tão facilmente. Isso faz com que, Dante e Kevin, viajem a Colômbia para encontrar Kally e Tina. Kally terá que escolher o que fazer com sua carreira e seu coração.

## Produção
Kallys Mashup é o primeiro filme latino da Nickelodeon. As gravações se iniciaram em 29 de março de 2021 e terminaram no dia 21 de abril de 2021, ele estreiou no dia 30 de julho de 2021, na Nickelodeon e Paramount+.
É produzido pela Viacom International Studios, Anders Media Inc., 360Powwow e Laberinto.
A produção conta com incentivo fiscal do programa FFC (Fondo Fílmico Colombia) promovido pelo Governo da Colômbia e será distribuída pela Nickelodeon América Latina e pela plataforma de streaming Paramount +.

## Elenco

### Principais
- Maia Reficco como Kally Ponce, a jovem com um talento natural para a música, gosta tanto de música clássica como de pop, cujo nome artistico é tanto Kally como Mica635.
- Alex Hoyer como Dante Barkin, o ex-líder da banda DAK. Ele também é o namorado de Kally, o irmão mais velho de Tina e o melhor amigo de Kevin.
- Saraí Meza como Tina Barkin, uma jovem que ama pintar. Ele é a irmã mais nova de Dante e melhor amiga de Kally.
- Celeste Sanazi como Stefi Loreto, uma jovem influencer, talentosa no violino e amiga de Kally, Dante, Tina e Kevin.
- Tomás Carullo Lizzio (Tom CL) como Kevin, o melhor amigo de Dante, e namorado da Tina. Ele fazia parte da banda DAK junto com Dante e seu irmão Alex, que não está no filme mas é mencionado.
- Johann Vera como Storm, uma estrela pop do momento na Colômbia. Sedutor, ele se apaixona por Kally.
- Carolina Ribón como Lisa, a secretária do Storm.

### Participação especial
- Danielle Arciniegas como Wintir, uma famosa estilista colombiana conhecida mundialmente.

## Música
Assim como na série, a música original do filme é composta por Adam Anders, Nikki Anders e Peer Astrom.
A primeira canção original do filme a ser lançada foi "Miss Life" em 23 de julho de 2021.
Uma das músicas do longa, que é a que representa o Dally (par amoroso de Kally e Dante) no filme, foi escrita pelos atores do elenco Maia Reficco e Alex Hoyer.
O álbum com todas as músicas estreou no dia 30 de julho, no mesmo dia da estreia do filme.